# 陳浩鈴
陳浩鈴，MH（1988年5月20日—），香港女子壁球運動員。目前是香港浸會大學體育及康樂管理系學生。

## 簡歷
陳浩鈴中學時期就讀賽馬會體藝中學，11歲時開始接觸壁球運動，13歲時與姊姊一起入選香港體育學院進行半職業化的訓練，平日正常在學校上課，下課便跟教練蔡玉坤練習壁球。2008年，陳浩鈴中學畢業後為了專心代表港隊參加2009年東亞運和2010年亞運會，毅然放棄升學，轉為全職球員。
2014年9月，陳浩鈴代表香港參加南韓仁川舉行的亞運會壁球比賽，與湯芷穎、歐詠芝和廖梓苓合作贏得女子團體賽銅牌。年內，她發現自己椎間盤突出10%，壓住神經線，簡單如走路也會十分痛楚，需要每日做物理治療，整個康復過程差不多要兩個月才能歸隊操練。
2017年7月，陳浩鈴在2017年世界運動會中擊敗世界排名第一的妮高·大衛，最後奪得香港歷來最佳成績銀牌。
2018年8月，陳浩鈴代表香港參加印尼雅加達舉行的亞運會壁球比賽。她在個人八強賽以1比3不敵印度的Chinappa Joshana出局。及後，她再與歐詠芝、何子樂和李嘉兒合作出戰女子團體賽，結果，她們在決賽以場數2比0擊敗印度，助香港壁球隊首度贏得亞運會團體金牌。
2020年6月，陳浩鈴透過傳媒宣佈退役。

## 主要比賽成績
- 2005年　世界青年錦標賽女團金牌
- 2007年　亞洲青年錦標賽女單銀牌[9]
- 2009年　東亞運動會女團金牌、女雙金牌
- 2010年　亞洲錦標賽女單銅牌
- 2010年　亞洲運動會女單銅牌
- 2011年　國泰航空新鴻基金融香港壁球公開賽 女單八強
- 2014年　國泰航空新鴻基金融香港壁球公開賽 女單八強
- 2014年　世界女子壁球團體錦標賽 女團四強
- 2017年　世界運動會女單銀牌
- 2018年　亞洲錦標賽女團金牌

## 榮譽
- 香港特區政府嘉獎

榮譽勳章（2019年）
行政長官社區服務獎狀（2011年）

## 外部連結
- Squash Info - Joey Chan's Profile （页面存档备份，存于）（英文）
- WISPA Player Profile （页面存档备份，存于）（英文）